# Biological Abstracts
Biological Abstracts è un database prodotto da Clarivate Analytics. Comprende abstract di articoli di riviste accademiche peer-reviewed nei campi della biologia, biochimica, biotecnologia, botanica, medicina preclinica e sperimentale, farmacologia, zoologia, agricoltura e medicina veterinaria pubblicati dal 1926.
Vi si può accedere attraverso numerosi servizi, tra cui EBSCO, Ovid e Web of Science.

## Storia
Il servizio iniziò come pubblicazione di stampa nel 1926, quando fu formato dall'unione di Abstracts of Bacteriology (1917-1925) e Botanical Abstracts (1919-1926), entrambi pubblicati a Baltimora da Williams e Wilkins. È stato pubblicato in sezioni tematiche, con gli abstract di solito scritti dagli scienziati negli Stati Uniti, in quanto un gran numero di articoli in quel periodo erano in altre lingue. Al momento della fondazione era in concorrenza con il servizio di indicizzazione del Concilium Bibliographicum di Zurigo.
La prima versione online è stata pubblicata su nastro magnetico; conteneva solo le informazioni bibliografiche, non il testo degli abstract, ed era inteso come un servizio di allerta rapido.